# هانس کریستر هولند
هانس کریستر هولند (انگلیسی: Hans Christer Holund؛ زادهٔ ۲۵ فوریهٔ ۱۹۸۹) اسکی‌باز صحرانوردی اهل نروژ است.